# 27-я реактивная артиллерийская бригада (Украина)
27-я реактивная артиллерийская бригада имени кошевого атамана Петра Калнышевского (укр. 27-ма реактивна артилерійська бригада імени кошового отамана Петра Калнишевського, сокр. 27 РеАБр, в/ч А1476, пп В1060) — соединение в составе артиллерийских войск Вооружённых сил Украины.

## История

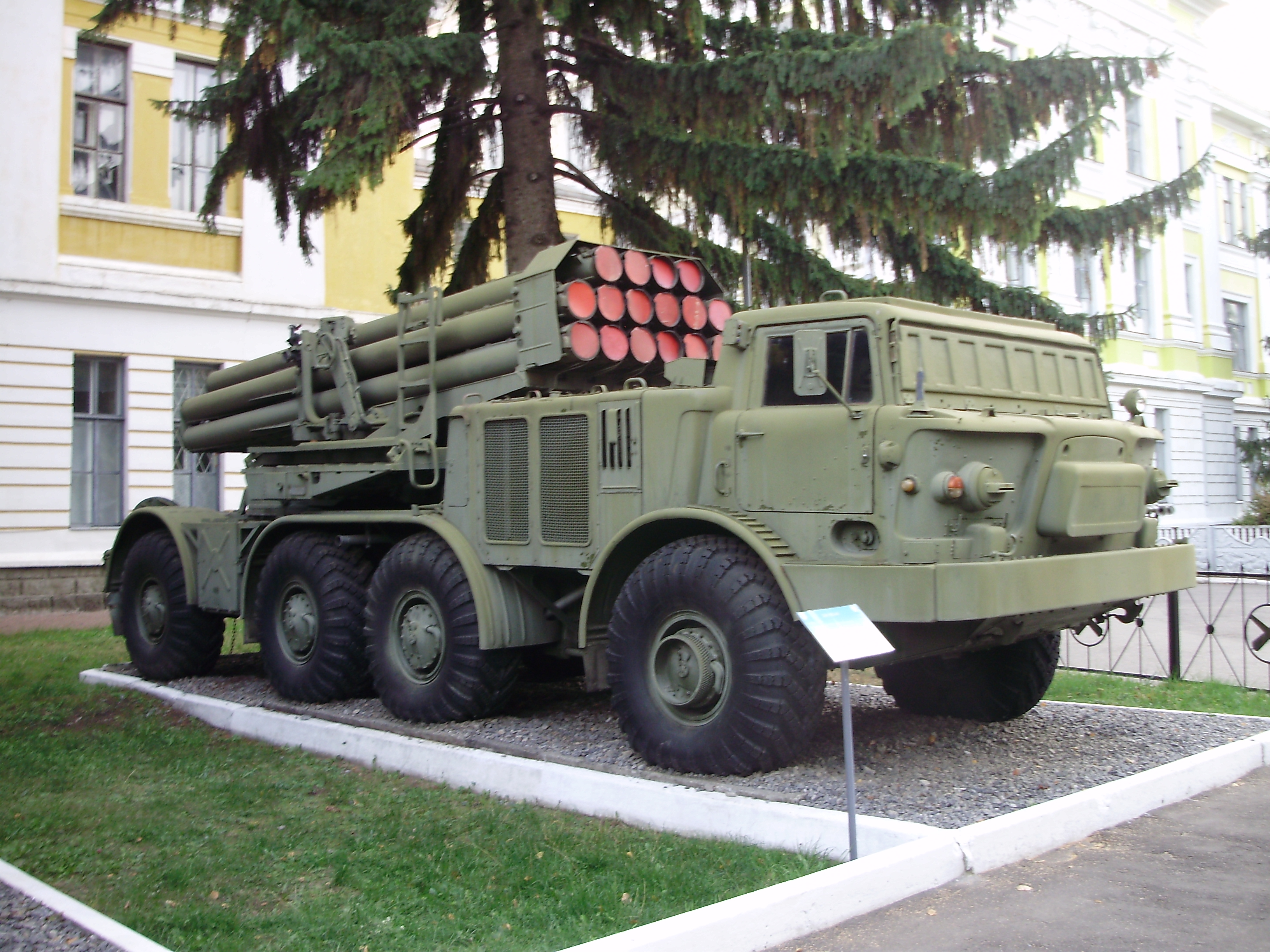
РСЗО «Ураган» — основное вооружение части

В 2008 году в рамках программы реформирования Вооружённых Сил Украины на территории бывшего Сумского института ракетных войск и артиллерии создан 27-й полк реактивной артиллерии.
Днем создания полка считается 14 мая 2008 года. 5 декабря 2008 года начальник Генерального штаба ВСУ Сергей Кириченко вручил полку боевое знамя. Первым командиром 27-го полка стал полковник Валерий Исмаилов.
В конце февраля 2014 года Россия аннексировала Крым, в связи с чем весь личный состав полка 1 марта был переброшен в Миргород Полтавской области (от предыдущгео места дислокации полка до границы с Россией было всего 34 км).
С июля 2014 года 27-й полк участвует в военных действиях на территории Луганской и Донецкой областей.
5 декабря 2020 года бригаде «в целях восстановления исторических традиций национального войска относительно названий воинских частей, учитывая примерное выполнение возложенных задач, высокие показатели в боевой подготовке» было присвоено почётное наименование «имени кошевого атамана Петра Калнышевского».
С 2022 года принимают участие в боях против российских войск на Украине.
С 6 августа 2024 года бригада принимает участие в наступлении ВСУ в Курской области.

## Вооружение
Имеет на вооружении американские РСЗО M142 HIMARS.

## Структура[2]
- управление (в том числе штаб)
- дивизион артиллерийской разведки
- 1-й реактивный артиллерийский дивизион (РСЗО 9К57 «Ураган»)
- 2-й реактивный артиллерийский дивизион (РСЗО 9К57 «Ураган»)
- 3-й реактивный артиллерийский дивизион (РСЗО 9К57 «Ураган»)
- 4-й реактивный артиллерийский дивизион (РСЗО 9К57 «Ураган»)
- 41-й отдельный мотопехотный батальон
- рота материального обеспечения
- ремонтная рота
- инженерно-сапёрная рота
- взвод РХБЗ
- пожарный взвод

РСЗО «Ураган» (боевой вес — 20000 кг, калибр — 220 мм, дальность стрельбы: минимальная — 8 км, максимальная — 35,8 км, обслуга — 4 человека)

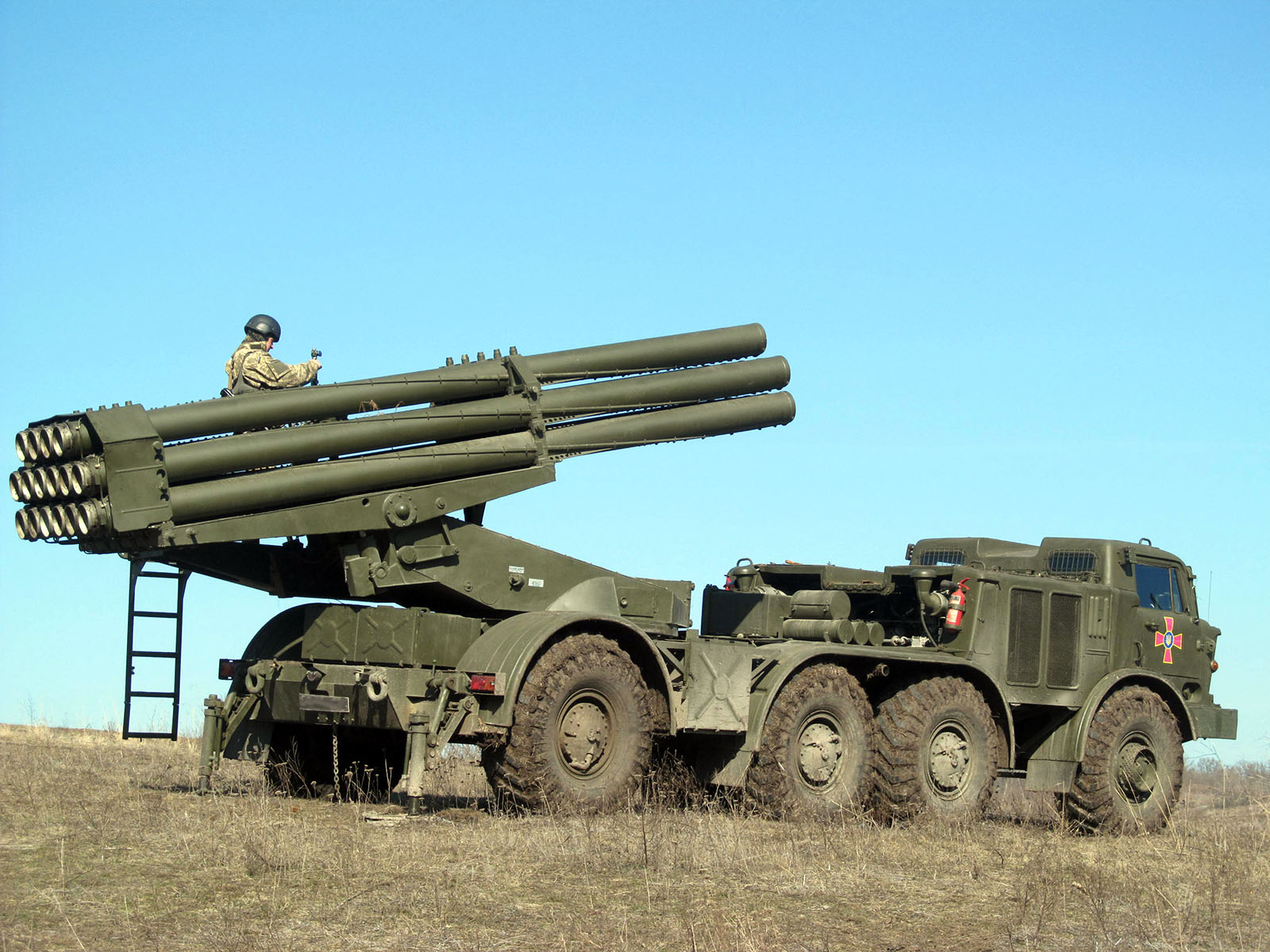
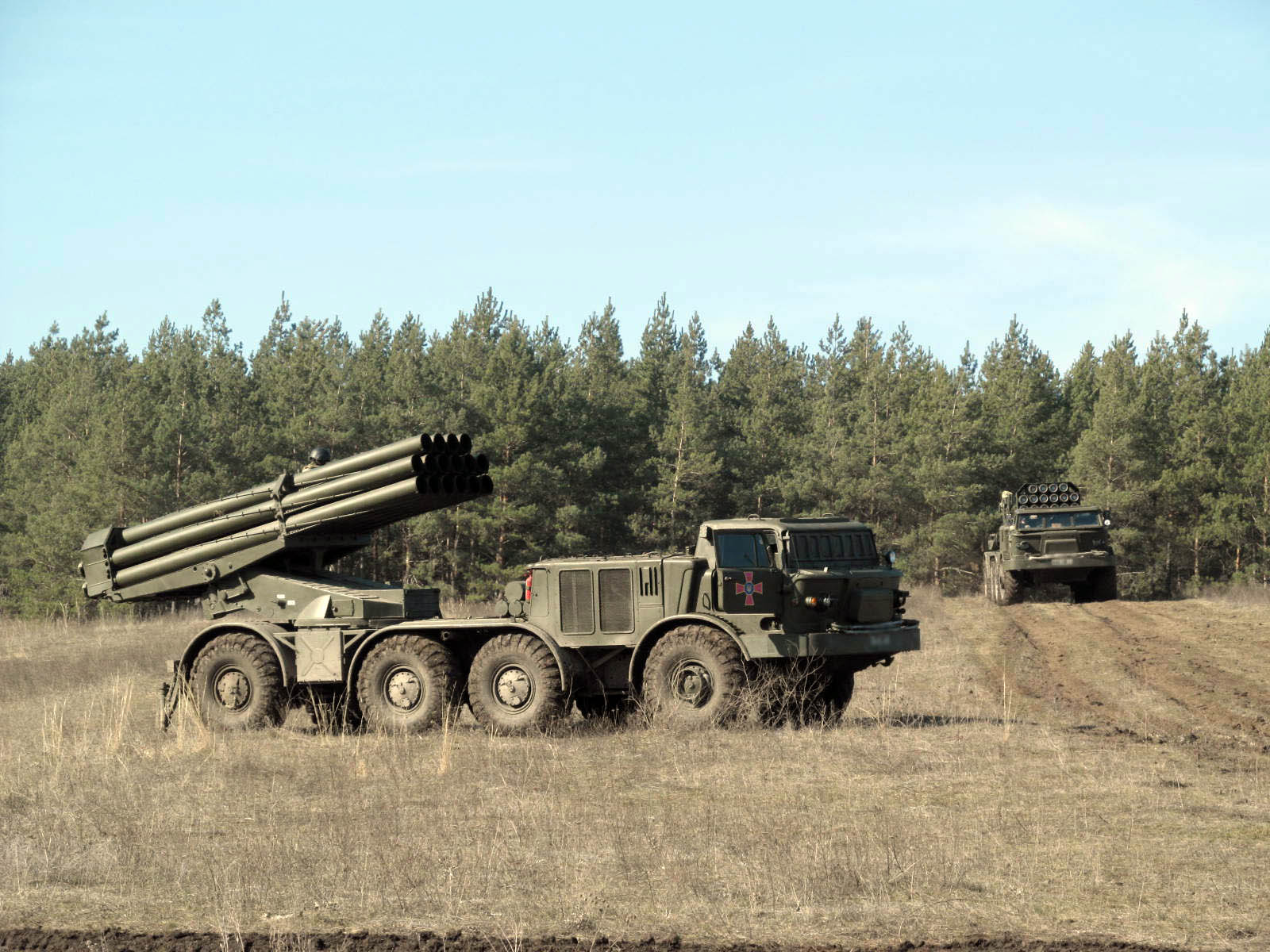
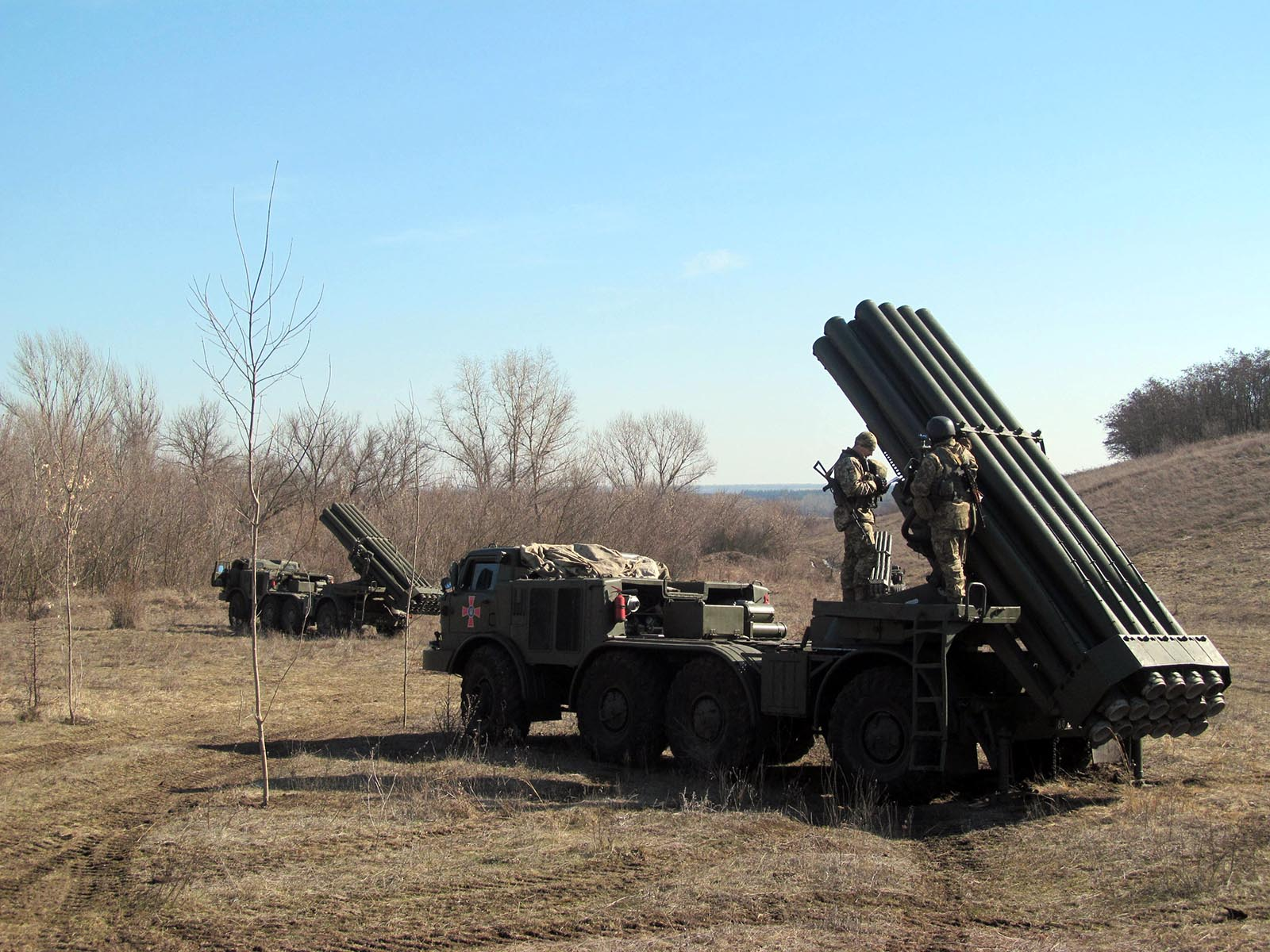

## Потери
По состоянию на май 2015 года, погибли 26 бойцов подразделения.
Книга Памяти на момент февраля 2021 года содержала имена 31 погибшего военнослужащего.